# Roth am Forst

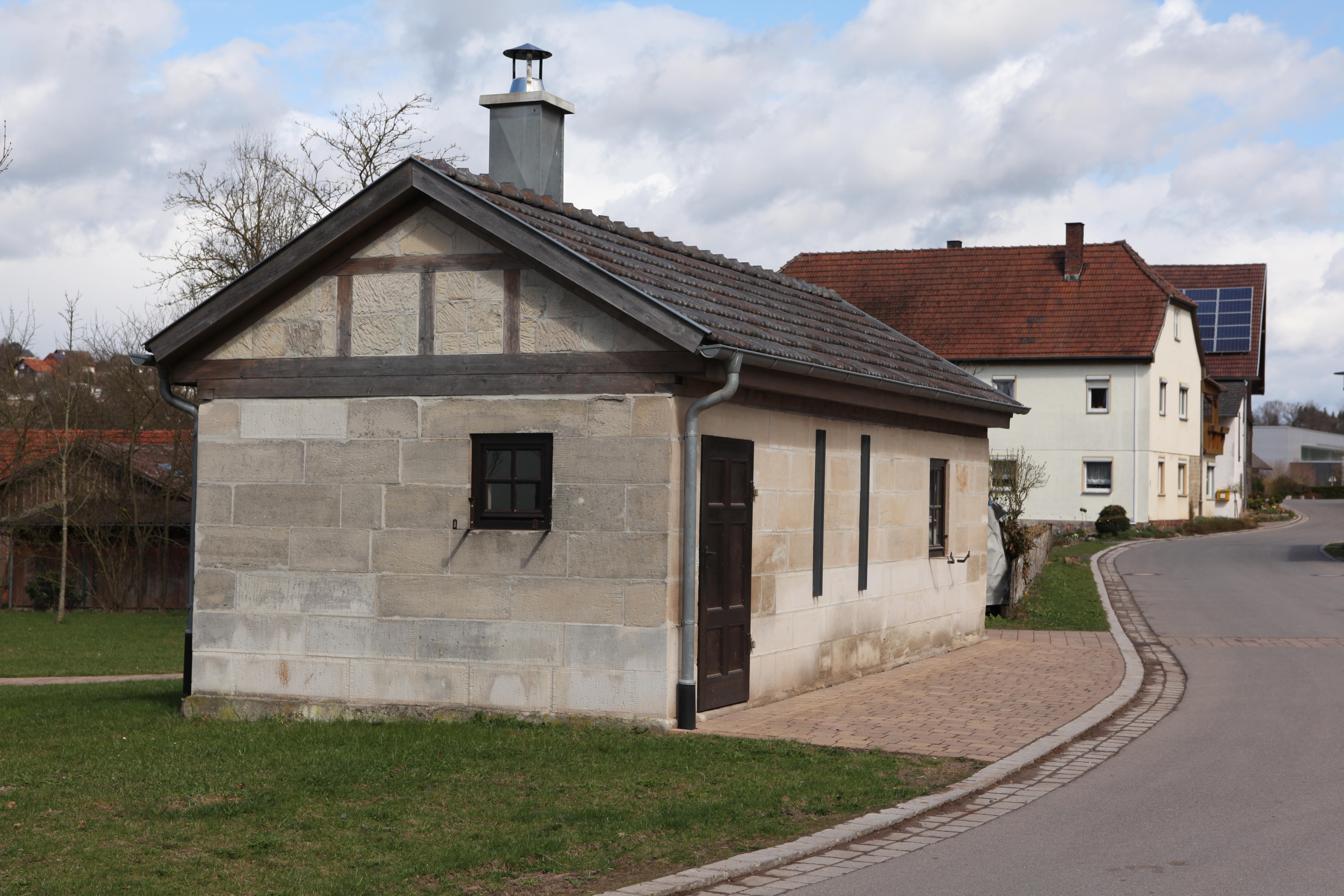
Altes Backhaus

Roth am Forst (amtlich: Roth a.Forst) ist ein Gemeindeteil der Gemeinde Grub a.Forst im Landkreis Coburg, Oberfranken, Bayern.

## Geographie
Das Dorf liegt zwischen Niederfüllbach und Ebersdorf. Nördlich verläuft die Bahnstrecke Eisenach–Lichtenfels; westlich die Schnellfahrstrecke Nürnberg–Erfurt. Es ist ein kleines Dorf mit landwirtschaftlichem Charakter, trotz der Ansiedlung einiger Industriebetriebe.

## Geschichte
Zum ersten Mal wurde Roth am Forst im 10. Jahrhundert im Zusammenhang mit der Grenzbeschreibung des Banzer Waldes genannt. Eine urkundliche Nennung erfolgte 1225. Im Erbbuch des Klosters Sonnefeld von 1514 war der ganze Ort als Eigentum des Klosters aufgeführt worden.
Nach dem Tod von Herzog Albrecht im Jahr 1699 kam Roth als Exklave des Amtes Sonnefeld im Jahr 1705 zu Sachsen-Hildburghausen. 1826 gelangte das Amt Sonnefeld gemäß dem Teilungsvertrag zu Hildburghausen wieder zu Sachsen-Coburg. Am 1. Januar 1970 wurde Roth am Forst nach Grub am Forst eingemeindet. Das Dorf wird durch die Bundesstraße 303 von Grub am Forst getrennt.
2020 lebten dort etwa 115 Bewohner. Das Dorf führte von 2003 bis 2007 eine Dorferneuerung durch. Hierbei wurde das alte Backhaus saniert, das wieder voll funktionsfähig ist. Das alte Feuerwehrhaus wurde zum Gemeinschaftshaus umgestaltet. Zwischen diesen Gebäuden im Zentrum des Ortes wurde ein Dorfplatz mit Brunnen angelegt. Außerdem befindet sich eine Gastwirtschaft mit einer Pension in dem Ort, sowie ein Spielplatz am Ufer des Füllbachs. Westlich davon befindet sich die Füllbachtalbrücke.
Jedes Jahr an Fronleichnam veranstaltet der Kameradschaftsverein Roth am Forst ein Dorffest.